# Bible litoměřicko-třeboňská
Bible litoměřicko třeboňská (někdy také Bible Zmrzlíkova) je třetí významnou českou biblí tzv. 1. redakce. Jejím autorem je písař Matěj z Prahy, který opisoval starší předlohu, stejnou jako autor Bible olomoucké. Bible byla psána pro mincmistra Petra Zmrzlíka ze Svojšína. Knihy po sobě nenásledují tak, jak ve Vulgátě, neboť písař pracoval v takovém pořadí, jak dostával předlohy. Proto na začátek vložil předmluvu obsahující správné pořadí biblických knih.
Rukopis nese několik dat, podle toho, jak které části byly dopsány. Pochází z let 1409-1414. Je zachován ve třech svazcích, z nichž první dva se nachází v Státním oblastním archivu v Litoměřicích, třetí ve Státním oblastním archivu v Třeboni (odtud pochází také jméno této bible).
Text rukopisu byl později opraven písařem, který se řídil tzv. 2. redakcí, takže mnoho archaických výrazů bylo vyškrabáno a nahrazeno novými. Na dvou místech se nachází i výklad Jana Husa.

## Galerie

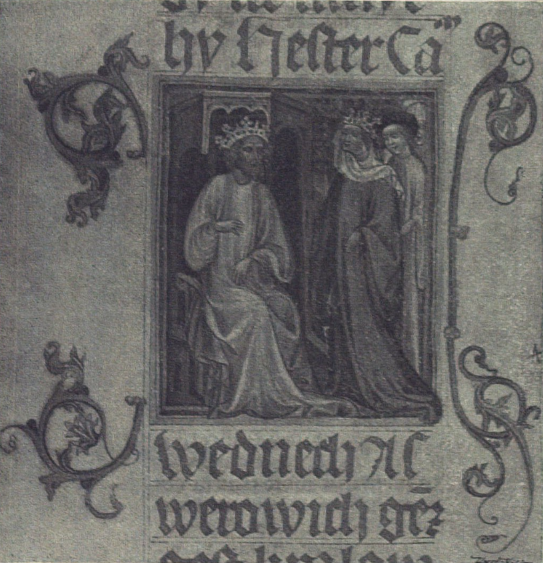
Iniciála
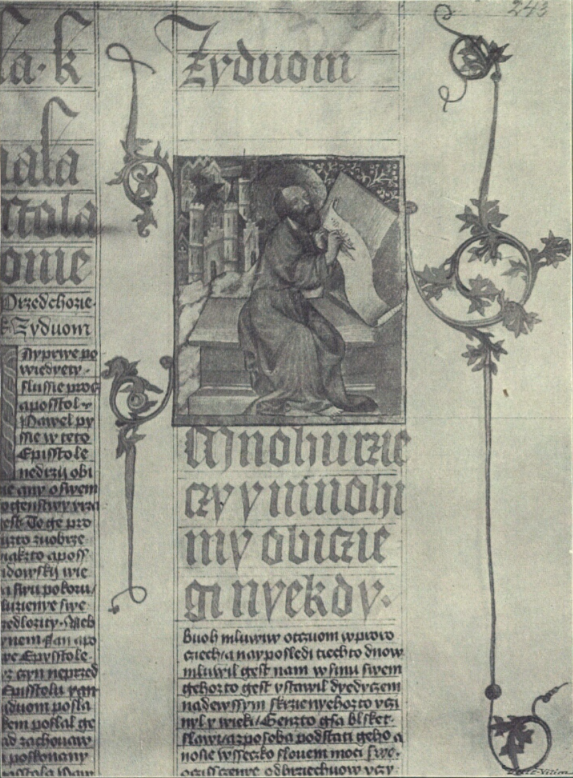
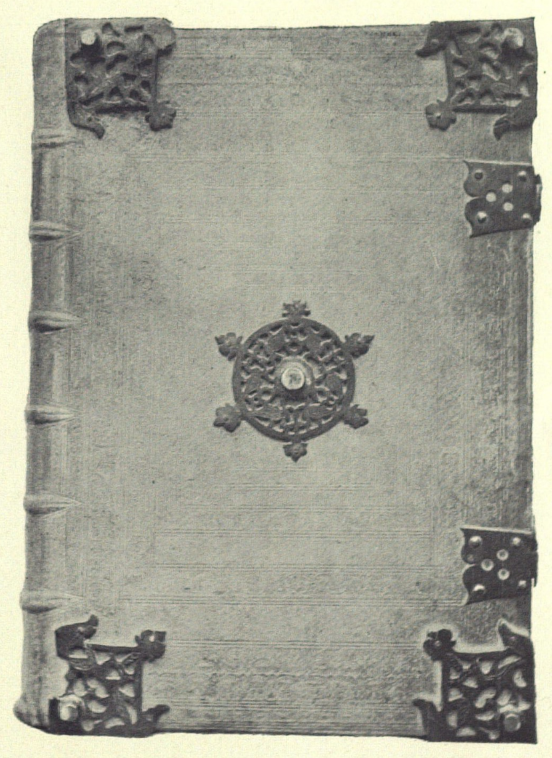
Desky knihy